# 中森智佳子
中森 智佳子（なかもり ちかこ、1967年4月11日 - ）は、日本の元競泳選手。愛知県岡崎市出身。1984年ロサンゼルスオリンピック・1988年ソウルオリンピック日本代表。400m自由形の元日本記録保持者。

## 経歴
愛知県岡崎市伊賀町生まれ。愛知淑徳中学校・高等学校、愛知教育大学卒業。
1981年6月、国際試合派遣選考会の400m個人メドレーで5分05秒35の日本新記録を樹立した。8月の日本高等学校選手権でさらに1秒以上更新する新記録5分03秒62で優勝を果たした。
1982年6月、国際試合派遣選考会の400m個人メドレーで2年連続となる5分01秒98の日本新記録を樹立した。8月、アメリカ国際招待試合で4度目の日本新記録となる5分01秒98を出した。11月のアジア競技大会では200m個人メドレーで2位、400m個人メドレーで優勝して、2つのメダルを獲得した。
1984年6月、代表選考会の400m個人メドレーで4分58秒40の日本新記録を樹立し、ロサンゼルスオリンピック日本代表に選出された。ロサンゼルスオリンピックでは、400m個人メドレーB決勝で日本新記録を更新する4分58秒02で7位（全体15位）に入った。
1986年アジア競技大会では200m自由形で優勝を果たし、400mリレーでも2位入賞を達成した。1987年パンパシフィック水泳選手権では800mリレーで日本新記録を樹立し、2位入賞を果たした。
1988年、2度目のオリンピックとなるソウルオリンピック日本代表に選出された。200m自由形ではB決勝6位・全体14位、400m自由形ではB決勝7位・全体15位という結果を残した。
1989年パンパシフィック水泳選手権では400mリレー・800mリレーの2種目で日本新記録を更新した。

## 主な実績
- 1982年世界選手権　400mリレー6位　予選・決勝で日本新
- 1982年アジア競技大会　100m自由形2位　400mリレー優勝
- 1984年高校総体　100m自由形優勝[7]　200m自由形優勝[8]
- 1984年日本選手権　100m自由形優勝[9]　400m自由形優勝[10]
- 1985年高校総体　200m自由形優勝[8]
- 1985年日本選手権　100m自由形優勝[9]　200m自由形優勝[11]　400m自由形優勝[10]
- 1986年日本選手権　100m自由形優勝[9]
- 1986年インカレ　100m自由形優勝[12]　200m自由形優勝[13]
- 1986年アジア競技大会　200m自由形優勝　400mリレー2位
- 1987年パンパシフィック選手権　800mリレー・日本新
- 1987年日本選手権　200m自由形優勝[11]
- 1987年インカレ　200m自由形優勝[13]　400m自由形優勝[14]
- 1988年日本選手権　200m自由形優勝[11]
- 1989年パンパシフィック選手権　400mリレー日本新　800mリレー2位・日本新
- 1989年インカレ　200m自由形優勝[13]　400m自由形優勝[14]